# Corrado Gariglio
Corrado Gariglio (né le 11 mars 1904 à Turin et mort à une date inconnue) est un joueur de football italien, qui évoluait au poste d'ailier.
Son frère Pietro, fut également footballeur, pour l'Alessandria et le Napoli.

## Palmarès
Juventus
- Championnat d'Italie (1) :
  - Champion : 1925-26.